# 824 Anastasia
824 Anastasia este un asteroid din centura principală, descoperit pe 25 martie 1916, de Grigori Neuimin.